# Vyšné Bielovodské Žabie pleso
Vyšné Bielovodské Žabie pleso (auch Vyšné Žabie pleso oder Vyšné Žabie pleso bielovodské o. ä. genannt; deutsch Froschseetaler Oberer Froschsee, ungarisch Poduplaszki-Felső-Békás-tó, polnisch Wyżni Żabi Staw Białczański) ist ein Bergsee auf der slowakischen Seite der Hohen Tatra.
Er befindet sich im Tal Žabia Bielovodská dolina im Talsystem der Bielovodská dolina und seine Höhe beträgt 1699 m n.m. Seine Fläche liegt bei 94.640 m², er misst 537 × 260 m und seine maximale Tiefe beträgt 24,8 m. Im Westen grenzt den See an das Bergmassiv Sedem Granátov an der polnisch-slowakischen Grenze. Berge wie Malý Žabí štít im Westen, Veľký Žabí štít im Süden und Mlynár im Osten erheben sich über dem See. Hier liegt die Quelle des Žabí potok, einem Zufluss der Biela voda im Einzugsgebiet des Dunajec.
Der Name ist vom Talnamen übernommen worden und stammt aus einer Sage der Goldgräber, die über zauberhafte Frösche, die Schätze bewahren, erzählt. Da es mehrere Täler mit dem Namen Žabia dolina (wörtlich Froschtal) gibt, ist die Lage wird durch Adjektive vyšné (Ober-) und Bielovodské (Weißwasser-, beide slow. n.) präzisiert und dient andererseits zur Unterscheidung vom tiefergelegenen See Nižné Bielovodské Žabie pleso weiter nördlich. Zur Unterscheidung von ähnlich genannten Seen im nahen Tal Mengusovská dolina erschien im 19. Jahrhundert die Sammelbezeichnung nördliche Froschseen (deutsch) beziehungsweise Északi-Békas-tavak.
Der See ist wie das gesamte Tal für Touristen gesperrt, dies gilt auch für Mitglieder alpiner Vereine und Touristen mit einem Bergführer. Der Steg zum See ist nur für Angestellte des Nationalparks bestimmt.